# Iseza setna
Iseza setna är en insektsart som beskrevs av Irena Dworakowska 1981. Iseza setna ingår i släktet Iseza och familjen dvärgstritar. Inga underarter finns listade i Catalogue of Life.